# Nicolle Durso de Leon
Nicolle Durso De Leon (La Plata, Buenos Aires, 11 de julio de 1997) es una futbolista argentina que juega como arquera en el Club Atlético Independiente, de la Primera División Femenina de Argentina.

## Trayectoria
Comenzó su relación con el fútbol a los 15 años en el puesto de arquera y nunca cambió de posición dentro de un campo de juego. Proviene de una familia de arqueros.
Antes de incorporarse al Club Atlético Independiente de Avellaneda, pasó por diversos clubes que la formaron como arquera desde adolescente. Atajó en Boca de Mar del Plata, Malvinas de la Liga Amateur Platense, Club Defensores de Cambaceres, Club Atlético Villa San Carlos y Estudiantes de la Plata.[cita requerida]
En forma paralela se dedicó a estudiar arbitraje y periodismo deportivo.
Para octubre de 2019, tras su desempeño la Liga Amateur Platense, la arquera se pondría el buzo de "Las Villeras" para defender los tres palos de Club Atlético Villa San Carlos.
En los primeros días de agosto del 2021, la arquera salió del equipo de Berisso y se le presentó la posibilidad para jugar en el Club Atlético Independiente y afrontar el Torneo Clausura 2021.
En el mes de marzo del 2022 dejaría de vestir la camiseta del Independiente de Avellaneda  para arribar en Bolivia y jugar en Deportivo Ita de Santa Cruz de la Sierra. El 9 de marzo la arquera argentina firmó su nuevo contrato con el club boliviano siendo esta su primera vez que juega en el extranjero.

## Clubes
| Club                     | País      | Provincia               | Año           |
| ------------------------ | --------- | ----------------------- | ------------- |
| Boca de Mar del Plata    | Argentina | Buenos Aires            | 2014 - 2016   |
| Malvinas                 | Argentina | Buenos Aires            |               |
| Villa San Carlos         | Argentina | Buenos Aires            | 2017 - 2018   |
| Defensores de Cambaceres | Argentina | Buenos Aires            | 2018 - 2019   |
| Estudiantes de La Plata  | Argentina | Buenos Aires            | 2018 - 2019   |
| Villa San Carlos         | Argentina | Buenos Aires            | 2019-2021     |
| Independiente            | Argentina | Buenos Aires            | 2021-2022     |
| Club Deportivo Ita       | Bolivia   | Santa Cruz de la Sierra | 2022-presente |